# Sjötorp, Gävle kommun
Sjötorp är en bebyggelse omkring norra delen av Hemlingbysjön söder om Gävle i Gävle kommun. Området klassades 2020 av SCB till en separat småort.